# Weleśnica Leśna
Weleśnica Leśna (ukr.  Лісна Велесниця) – wieś na Ukrainie, w obwodzie iwanofrankiwskim, w rejonie nadwórniańskim.